# Friedrich Behncke
Friedrich „Fritz“ Behncke (* 29. Juni 1869 in Süsel (bei Eutin); † 28. April 1957 in Fissau (Eutin)) war ein deutscher Konteradmiral.

## Leben
Fritz Behncke war ein Sohn des Lübecker Kaufmanns Friedrich Johann Behncke. Sein älterer Bruder war der spätere Admiral Paul Behncke (1866–1937) und sein jüngerer Bruder der spätere Kunsthistoriker Wilhelm Behncke (1871–1938).
Friedrich Behncke trat am 13. April 1888 in die Kaiserliche Marine ein. 1895 war er als Leutnant zur See auf der Wolf.
Von Mai 1911 an war er Kommandant des Kleinen Kreuzers Leipzig, welcher zum Ostasiengeschwader gehörte und u. a. in Tsingtau stationiert war, und wurde hier am 25. April 1912 zum Kapitän zur See. Im März 1913 gab er das Kommando ab. Von Anfang August 1914 bis März 1915 war er Kommandant des Linienschiffs Kaiser Karl der Große. Nachdem er im März/April 1915 kurz die Kaiser Friedrich III. kommandiert hatte war er anschließend bis September 1916 Kommandant des Linienschiffs Schlesien. Ende Mai/Anfang Juni 1916 nahm die Schlesien an der Skagerrakschlacht, wo sein älterer Bruder Paul die 5. Division des III. Geschwaders führte, teil. Anschließend war er bis August 1917 Kommandant des Großlinienschiffs Markgraf. Er kam zum Reichsmarineamt nach Berlin und wurde dort später Chef der militärischen Abteilung. Ab Oktober 1918 war er bis zum Kriegsende im November 1918 Ober-Werftdirektor der Werft in Kiel. Am 22. November 1918 wurde er verabschiedet.
Bis 1918 hatte Behncke u. a. den Roten Adlerorden 3. Klasse mit Schleife, den Königlichen Kronen-Orden 3. Klasse, das Lübeckische Hanseatenkreuz, das Friedrich-August-Kreuz 1. Klasse und das Eiserne Kreuz I. Klasse verliehen bekommen.
Am 4. Februar 1920 erhielt er den Charakter als Konteradmiral.
Am 23. Februar 1945 heiratete er in Berlin-Lichterfelde Ingeborg Charlotte Cecilie von Schwerin (1906–1958).
Friedrich Behncke ist im Familiengrab auf dem Lübecker Burgtorfriedhof beigesetzt.